# 五度圈

五度圈內各大小調的調號

五度圈（或者 四度圈，因為五度圈C-G-D-A的反順序正好是四度C-F-B♭-E♭），即五度循環，是一種用純五度關係將十二個調循序排列出來的辦法:124。以右圖為例，右半圈為基本調C調向上的五度循環，左半圈則為C調向下的五度循環。向上的五度循環中，升號調的升號逐漸增加，反之，降號調的降號逐漸增加。相鄰的兩個調之間，只相差一個升降號。

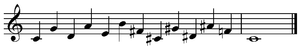
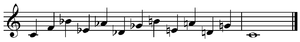

- 在一个八度内顺时针演奏五度圈ⓘ
- 在一个八度内逆时针演奏五度圈ⓘ

## 歷史

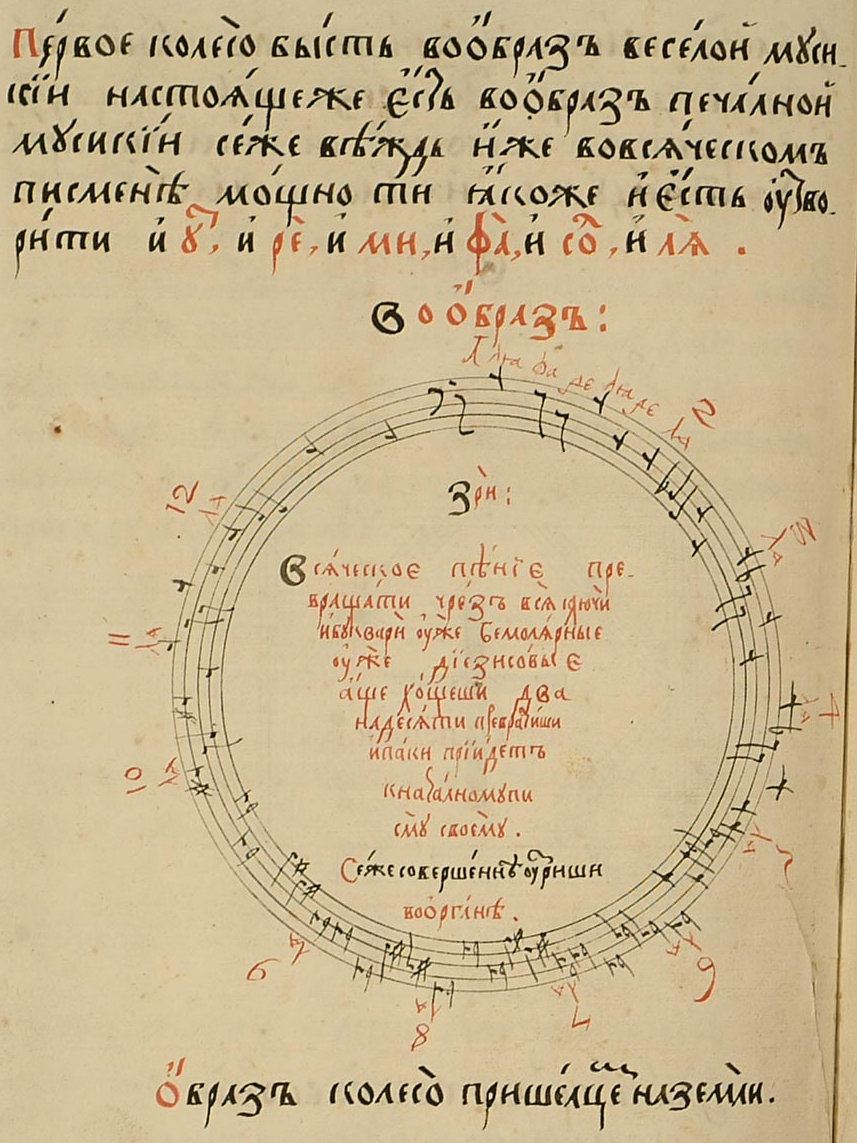
五度圈，Nikolay Diletsky，1679

1670年代末，烏克蘭作曲家Nikolay Diletsky在他的文章《Grammatika》中首次提出了五度圈的概念，用來指導學習作曲的學生。